# B.I.E.R.
B.I.E.R. (Originaltitel: Beer) ist eine US-amerikanische Filmkomödie aus dem Jahr 1985 von Regisseur Patrick Kelly.

## Handlung
Damit ihre Werbefirma nicht den Etat der Norbecker-Brauerei verliert, engagiert B. D. Tucker drei Verlierer, die zuvor erfolglos eine Bar ausraubten, um mit ihnen eine Macho-Werbekampagne rund um das Bier zu starten.

## Kritik
„Satire auf den Werberummel an Hand einer außergewöhnlichen Kampagne für eine Biersorte, die mit Hinweis auf patriotische Tugenden, Sex und Männlichkeit zum Verkaufsschlager gemacht wird. Unterhaltungskino mit gelegentlich bitterem Tiefgang; geschmacklich nicht jedermanns Sache, aber mit viel Gespür für Gags und Pointen inszeniert und nicht sehr weit entfernt vom Alltag zynischer Werbekampagnen.“

## Veröffentlichung
Nachdem der Film am 30. August 1985 veröffentlicht worden war, erschien er in Deutschland am 12. Mai 1987 direkt auf VHS.